# Diiodometà
El diiodometà o iodur de metilè, comunament abreujat MI, és un compost organoide que conté iode. La seva fórmula química és {\displaystyle {\ce {CH2I2}}}. És el líquid més dens a temperatura ambient i la seva densitat és 3,3 g/cm3. Principalment, s'empra com a reactiu analític i a la síntesi orgànica.

## Propietats

### Propietats físiques
El diiodometà és un líquid groc a incolor; tanmateix, es descompon en exposar-se al iode alliberador de llum, que acoloreix les mostres de color marró. És lleugerament soluble en aigua, però soluble en els èters i als alcohols. És el líquid més dens a temperatura ambient i la seva densitat és 3,3 g/cm3. Té un índex de refracció relativament alt d'1,741 i una tensió superficial de 0,0508 N·m−1.

### Propietats químiques
A l'atmosfera, és sotmès a fotòlisi en presència d'ozó per produir òxid de iode ({\displaystyle {\ce {IO}}}) que dona lloc a la formació d'aerosols. Reacciona amb les olefines, amb alta especificitat estereològica, per preparar ciclopropans. Quan es produeix la combustió del compost produeix monòxid de carboni ({\displaystyle {\ce {CO}}}), diòxid de carboni ({\displaystyle {\ce {CO2}}}) i iodur d'hidrogen ({\displaystyle {\ce {HI}}}). És estable, però incompatible amb agents oxidants forts i com amb bases fortes. Reacciona violentament amb sals de metalls alcalins. Pot decolorar-se en exposició a la llum. Si reacciona amb el liti, pot produir aliatges de sodi i amb potassi pot produir una reacció violenta.

## Preparació
El diiodometà es pot preparar a partir del diclometà mitjançant la reacció de Filkenstein:
{\displaystyle {\ce {CH2Cl2}}}+{\displaystyle {\ce {2 NaI}}} →{\displaystyle {\ce {CH2I2}}}+{\displaystyle {\ce {2 NaCl}}}
També es pot preparar amb la reducció de iodoform elemental amb arsenit sòdic:
{\displaystyle {\ce {CHI3}}}+{\displaystyle {\ce {Na3AsO3}}}+{\displaystyle {\ce {NaOH}}}→{\displaystyle {\ce {CH2I2 + NaI + Na3AsO}}}
Es prepara amb la reacció de iodoform amb acetat de sodi en etanol.

## Usos
A causa de la seva alta densitat, el diiodometà s'utilitza en la determinació de la densitat de mostres minerals i altres sòlides. També es pot fer servir com a líquid de contacte òptic, juntament amb el refractòmetre gemmològic, per determinar l'índex de refracció de determinades pedres precioses.
El diiodometà s'empra com a líquid de sonda per avaluar els components polars i dispersius de l'energia superficial de les superfícies de fibra amb recoberts de catecolamina. Es pot usar com a dissolvent de sonda per estudiar la hidroficilitat de les superfícies de polímer amb la mesura de l'angle de contacte.
El compost es pot fer ús per la preparació d'amides, ciclopropilcetons èsters.
A la indústria el diiodometà es fa servir per a la producció de mitjans de contrast dels raigs X.

El diiodometà és un reactiu per instal·lar el grup {\displaystyle {\ce {CH2}}} a la reacció de Simmons-Smith, és una font del radical lliure de metilè. De fet, la reacció de Simmons-Smith no produeix carbè lliure sinó que passa per intermedis {\displaystyle {\ce {Zn-CH2I}}}.

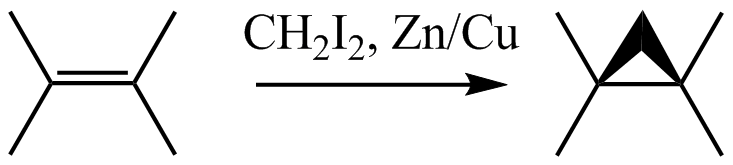
Reacció Simmon-Smith

El diiodometà també és una font de l'equivalent de {\displaystyle {\ce {CH2^2+}}} La síntesi de {\displaystyle {\ce {Fe2(CH2)(CO)8}}} il·lustra aquesta reactivitat:
{\displaystyle {\ce {Na2Fe2(CO)8 + CH2I2-> Fe2(CH2)(CO)8 + 2 NaI}}}

## Toxicitat
El diiodometà té una elevada opacitat així com la facilitat de penetració i una senzilla eliminació perquè s'evapora amb rapidesa, però pot produir cremades a la pell. També pot causar irritació lleu, però l'exposició repetida pot produir danys hepàtics, renals i al sistema nerviós central. Una elevada concentració de diiodometà té un efecte narcòtic i estimulant. Una absorció o la inhalació elevada de diiodometà per via cutània pot provocar danys del sistema nerviós central. Els iodurs d'alquil són agents alquilants, que són potencialment mutagènics. La descomposició tèrmica de iodur pot produir fums tòxics que danyen les vies respiratòries i els ulls.